# Ercole de Maria
Ercole de Maria, noto anche come Ercolino di Guido, Ercolino Bolognese o Ercolino de Castel San Giovanni (San Giovanni in Persiceto, ... – 1640 circa), è stato un pittore italiano.

## Biografia
Nato da Guido De Maria, crebbe artisticamente nella scuola di Giovan Francesco Gessi per poi passare verso il 1630 alla scuola del maestro Guido Reni dove eccelse come copista.
Così il Malvasia descrisse Ercole:
«non fu egli grand'uomo, e da se poco far seppe, ma copiava ben poi le cose di quest'ultimo (Guido Reni) in modo che nissuno di quella gran scuola da quelle del maestro distinguerle talor sapea ...».

## Opere
- Beata Vergine con bambino in S. Lucia, copia dell'ovale reniano di S. Bartolomeo.
- San Michele nella chiesa dello Spirito Santo, copia del San Michele dei cappuccini di Roma.
- l'Annunciazione nella parrocchia San Giovanni in Monte a Bologna.
- San Giuseppe che legge, Pinacoteca Nazionale di Bologna
- due affreschi nella cappella Sistina di Santa Maria Maggiore

## Onorificenze
- Cavaliere di N. S.